# Giddings
Giddings é uma cidade localizada no estado norte-americano do Texas, no Condado de Lee.

## Demografia
Segundo o censo norte-americano de 2000, a sua população era de 5105 habitantes.
Em 2006, foi estimada uma população de 5469, um aumento de 364 (7.1%).

## Geografia
De acordo com o United States Census Bureau tem uma área de
13,4 km², dos quais 13,3 km² cobertos por terra e 0,1 km² cobertos por água. Giddings localiza-se a aproximadamente 136 m acima do nível do mar.

## Localidades na vizinhança
O diagrama seguinte representa as localidades num raio de 32 km ao redor de Giddings.